# Bernhard Clemens August Eick
Bernhard Clemens August Eick (* 18. August 1814 in Borghorst; † 8. November 1868 in Mechernich) war ein deutscher Bergbeamter, Altphilologe und Altertumsforscher.

## Leben
Nach seinem Studium in Münster zog Eick im Jahre 1843 nach Kommern und trat dort eine Stelle als Hauslehrer an.
Er heiratete 1844 und unterhielt zusätzlich zu seiner beruflichen Tätigkeit eine Lateinschule in Kommern.
Bekannt ist er für sein 1867 veröffentlichtes Werk über die römische Eifelwasserleitung, die in der Antike die Colonia Claudia Ara Agrippinensium, das antike Köln, mit Trinkwasser aus der Eifel versorgte. Er wies erstmals archäologisch nach, dass die Quellfassung am Grünen Pütz bei Nettersheim der äußerste Punkt der Eifelwasserleitung war.
Von 1867 an lebte er in Mechernich und starb dort 1868 als Bergbeamter.

## Veröffentlichungen (Auswahl)
Er war u. a. Mitglied im Verein von Altertumsfreunden im Rheinlande.
Er veröffentlichte in den Jahrbüchern des Vereins u. a. folgende Beiträge:
- A. Eick: Der berüchtigte Marmagener Meilenstein. In: Jahrbücher des Vereins von Alterthumsfreunden im Rheinlande. Heft XXV. Bonn 1857, S. 28 ff.
- A. Eick: Neue Inschriften aus Floisdorf und Zingsheim. In: Jahrbücher des Vereins von Alterthumsfreunden im Rheinlande. Heft XXV. Bonn 1857, S. 33 ff.

Bekannt ist er aber für sein Buch über die Eifelwasserleitung:
- C. A. Eick: Die römische Wasserleitung aus der Eifel nach Köln mit Rücksicht auf die zunächst gelegenen römischen Niederlassungen, Befestigungswerke und Heerstraßen. Ein Beitrag zur Alterthumskunde im Rheinlande. Mit einer Karte. Max Cohen & Sohn, Bonn 1867 (Digitalisat).